# Sceale Bay
Sceale Bay är en by omkring 460 kilometer nordväst om delstatshuvudstaden Adelaide.
Lokalt näringsliv kretsar kring turism. 
Trakten är glest befolkad. Det finns inga andra samhällen i närheten.